# Streptaxis
Streptaxis is een geslacht van weekdieren uit de klasse van de Gastropoda (slakken).

## Soort
- Streptaxis tumescens Suter, 1900